# Sonic & Knuckles
A Sonic & Knuckles platformjáték a Sonic the Hedgehog sorozatban a Mega Drive/Genesis konzolra.  A Sonic Team tagjai fejlesztették az amerikai Sega Technical Institute-ban és a Sega adta ki világszerte 1994 októberében.
Bár önálló játékként is működik, a játék kazettája egy speciális, „rácsatolós” (lock-on) technológiával rendelkezik, melyre a Sonic the Hedgehog 2 vagy Sonic the Hedgehog 3, illetve a Sonic the Hedgehog 1 játékokat (eredetileg a 3. rész részét képezte volna, 2 különálló kazettán jelentették meg), ráillesztve kombinált játékokat kapunk. 2009. szeptember 9-én megjelent az Xbox Live Arcade-ra egy felújított, HD-támogatású változat is.

## Történet
A cselekmény ott folytatódik, ahol a Sonic 3-ban véget ért: Dr. Robotnik félelmetes űrállomása, a Haláltojás (Death Egg) visszazuhan az Angyal Sziget (Angel Island) vulkánjába, Sonic, a legjobb barátja pedig egy gombás erdőbe érkezik. Tudja, hogy a hatalmas ékkő, a Mester Smaragd (Master Emerald), amelytől repülni képes a sziget, Robotnik elsődleges célpontja, mert ezzel akarja működtetni javításra szoruló űrállomását. A kék sün (vagy az aranyos sárga róka, ha vele játszunk) elindul, hogy egyszer és mindenkorra véget vessen az ördögi eszköznek, miközben Knuckles a hangyászsün (Knuckles the Echidna) továbbra is akadályozni próbálja, mivel Robotnikkal fogott össze (ami nem volt egy túlságosan jó ötlet).
Robotnik közben úgy dönt, Knuckles már teljesítette feladatát, és kiküldi EggRobo-t, hogy végezzen vele. EggRobo egy automatikus Robotnik-hasonmás robot, mely sokkal durvább eszközöket is bevet a harcok során. Robotnik úgy gondolja, hogy ha mégsem tudja EggRobo legyőzni Knuckles-t, legalább ő maga nem bukik le, és így talán Sonic és Knuckles majd szépen lassan végez egymással. Knuckles ezek után egy bombatámadásra ébred és elindul, hogy leszámoljon Sonic-kal és rejtélyes üldözőjével. EggRobo végül megsemmisül az utolsó harcban, ahol Knuckles egy szupererejű Mecha Sonic-kal vív párharcot.

## Játékmenet
Részletesebb játékmeneti leírásért lásd a Sonic the Hedgehog 3 szócikk megfelelő szakaszát!
A játék Sonic és Knuckles két különálló történetére épül, immár Knuckles is játszható szereplő. Tails viszont nem jelenik meg a játék során és csak akkor lehet menteni a játékállást, ha a Sonic3-ra rá van kapcsolva. A játék elején kiválaszthatjuk, hogy melyik szereplővel akarunk játszani, ez két teljesen különböző szálat jelent. Hackelésen keresztül Tails-szel is játszhatunk, de Ő láthatatlan lesz, mivel a grafikai tértkép nincs meg neki, viszont a collision működni fog. A zónák sorrendje, kinézete és elrendezése ugyan megegyezik, de mindkét karakter más útvonalakon jut tovább és különbözőek a főellenség-harcok is (Knuckles EggRobo ellen küzd).
A Sonic 3-hoz hasonlóan, a két szereplőnek teljesen mások a képességeik. Sonic gyorsabb és magasabbra tud ugrani, mint Knuckles, és "duplaugrással" létrehozza az "instant-pajzsot". Szintén különleges mozdulatokat kap a háromféle pajzstól. Knuckles képes rövid ideig siklani a levegőben, és ha így érkezik függőleges falakra, azokat meg tudja mászni. Futás vagy siklás közben ökleivel képes összetörni falakat, ha egyszerűen nekimegy.

### Bónusz- és Különleges Pályák
Ebben a játékban is külön beszélhetünk bónusz- és különleges pályákról. Legalább 20 gyűrűvel áthaladva egy csillagoszlopon, eljuthatunk a kétféle bónuszpályára. Az első egyfajta keveréke a Sonic 1 forgó különleges pályájának és a Sonic 2 Casino Night zónáján lévő nyerőgépeknek. Itt csak gyűrűket szerezhetünk (vagy veszíthetünk). A másik egy hosszú függőleges cső, benne sok mágneses gömbbel, amelyeken forogva lendületet szerezhetünk és magasabbra ugorhatunk. Alulról folyamatosan emelkedik egy vízszintes erőtér, amely ha utolér, vége a pályának. Itt különböző jutalomtárgyakat szerezhetünk (gyűrű, pajzs, élet).
A különleges pályák megegyeznek a Sonic 3-ban megismert "szerezd meg a kék gömböket" típusú pályákkal. Az egyetlen újítás, hogy sárga gömbök is előfordulnak, amik öt négyzetnyit hajítanak előre.

## Lock-on technológia
A Sonic & Knuckles kazettája egy teljesen egyedi, "rácsatolós" (lock-on) technológiával rendelkezik, amely lehetővé teszi, hogy más Mega Drive/Genesis játékokat (elsősorban a "Sonic 1"-et a Sonic 2-t és Sonic 3-at) rádugjunk a kazetta tetejére. Ez a módszer valójában egy kompromisszum a fejlesztők részéről, mivel eredetileg a Sonic 3 és a Sonic & Knuckles egy játék lett volna, de pénzügyi okokból ketté kellett választani őket.
Ilyesmi megoldás nagyon ritkán fordult elő a videojátékok történetében. Néhány hasonló esetben valami rejtett dolog vagy eszköz válik elérhetővé a játékban, esetleg valamilyen külső kiegészítő eszköz csatlakoztatásához kell, de a kazetta adatainak megosztására és kombinálására ilyen szinten még nem volt példa.

### Sonic the Hedgehog 3
Népszerűbb nevén Sonic 3 & Knuckles, tulajdonképpen az így összerakott játék az, ami eredetileg a Sonic 3 lett volna.
Néhány különbség az alapjátékhoz képest:
- Knuckles játszható a Sonic 3 pályáin.
- Tails játszható a Sonic & Knuckles pályáin (vagy végig követi Sonicot az egész történet során).
- A Sonic 3 vége után a Haláltojás nem robban fel, hanem csak visszazuhan a szigetre. A játékos ezután egyből a Sonic & Knuckles pályáin folytatja a játékot.
- Csak azok a Szuper Smaragdok (Super Emerald) szerezhetők meg, amelyek megfelelő színű Káosz Smaragd-párjait már összegyűjtöttük.
- A Sonic & Knuckles pályáinál is menthetünk (6 helyett 8 mentési fájlt kapunk). Ezek a mentések immár megjegyzik az életek és folytatások számát is.
- A játék a Sonic 3 pályáinak háttérzenéin kívül minden zenét lecserél a Sonic & Knuckles megfelelőjére (ilyen pl. a nyitózene, a sérthetetlenség, Knuckles zenéje, stáblista).

Magukon a pályákon is észrevehetők apróbb változástatások. Egy csillagoszlopot megérintve már mind a három bónuszpálya elérhetővé válik (a Sonic 3 cukorkaadagoló gépe és a fentebb írt kettő). Knuckles útvonalai teljesen mások, mint Sonic és Tails esetében, új helyekre jut el és más főellenségekkel harcol. A Sonic 3-as pályákon néhány tárgy is más helyre került, vagy le lett cserélve, sőt, Sonic és Tails nem harcol a Sonic 3 legutolsó főellenségével, hanem egyből továbblépnek a Sonic & Knuckles pályáira (cserébe Knuckles csak ezzel harcol a Sonic 3 végén).
Ha mind a hét Káosz Smaragdot összegyűjtöttük a Sonic 3 pályáin, Sonic vagy Knuckles Super Sonic-ká vagy Super Knuckles-szé tud változni. De amint belépnek az első különleges pályára egy Sonic & Knuckles pályán a Rejtett Palotába (Hidden Palace) kerülnek, ahol elvesztik a Smaragdokat, amik átalakulnak szürke Szuper Smaragdokká (Super Emerald), amiket újra össze kell gyűjteni. Ha nem szereztük meg mindegyiket, akkor csak a meglévők változnak Szuperré, és lehetőségünk van begyűjteni az egyiket, de utána addig nem térhetünk vissza a Palotába, amíg az összes Káosz Smaragdot össze nem gyűjtöttük. Ha sikerül mind a hét Szuper Smaragdot is megszerezni, akkor Sonic vagy Knuckles a Hyper formájába változhat.
Tails a Káosz Smaragdoktól nem tud átváltozni, de ha összegyűjtötte a Szuper Smaragdokat is, akkor már átváltozhat Super Tails-szé, Hyper formája nincs sajnos. Ekkor négy aranyszínű Super Flicky veszi körül, akik minden közeli ellenséget megtámadnak, még a főellenségeket is, de a Homokopolisz (Sandopolis) Zóna, 1. főellenségénél ez nemigen válhat hasznunkra. A játékot lehetséges úgy végigvinni, hogy elkerülve az óriásgyűrűket csak a Káosz Smaragdokat tartjuk meg (és velük csak a Super erőt) és így fejezzük be a játékot, ilyenkor a Sonic & Knuckles "jó" befejezését látjuk. Így összesen 9 különböző befejezés lehetséges: külön mindhárom szereplővel (Sonic és Tails csapatban ugyanaz, mint Sonic egyedül) az egyik, ha 0-6 Káosz Smaragddal, másik, ha 7 Káosz és 0-6 Szuper Smaragddal és a harmadik, ha mind a 14 Káosz és Szuper Smaragddal rendelkezünk.

### Sonic the Hedgehog 2
Népszerű nevén Knuckles the Echidna in Sonic the Hedgehog 2 (röviden Knuckles in Sonic 2), ez a játék teljesen megegyezik a Sonic 2-vel, csak ezúttal Knuckles-t irányítjuk benne. Mivel Knuckles képes falat mászni, ezért korábban elérhetetlen helyekre is eljuthat, ahová jutalomtárgyakat helyeztek el. A Smaragdok megszerzése is jóval egyszerűbb lett, mert alacsonyabb a gyűrűkvóta a különleges pályákon és megmarad az összes gyűrűnk, miután visszatértünk belőlük a zónákra. Másik oldalról nézve, egyes helyek és főellenségek sokkal nehezebbek, mivel Knuckles nem tud akkorát ugrani, mint Sonic vagy Tails.

### Sonic the Hedgehog és más játékok
Ha a Sonic 1 vagy más Mega Drive/Genesis játékot csatolunk a kazettára, egy "No Way? No Way!" ("Semmiképp!") felirat jelenik meg, alatta Sonic, Tails, Knuckles és Robotnik értetlen arcokat vág. Ez azt jelentené, hogy a kazetta nem működik ezzel a játékkal, de ha egyszerre megnyomjuk az A, B és C gombot, a "szerezd meg a kék gömböket" típusú minijátékkal játszhatunk. A játékban gyakorlatilag több mint 100 millió különböző pálya van, de a teljes verzió csak a Sonic the Hedgehog vagy a Sonic Compilation kazettákkal érhető el, más játékkal csak egyetlen pályán játszhatunk. Bár véletlenszerűen generálja a pályákat, legtöbbje viszonylag könnyen megcsinálható, de akad olyan is, ami SZINTE lehetetlen.

## Fordítás
- Ez a szócikk részben vagy egészben  a   Sonic & Knuckles című angol Wikipédia-szócikk fordításán alapul.  Az eredeti cikk szerkesztőit annak laptörténete sorolja fel. Ez a jelzés csupán a megfogalmazás eredetét és a szerzői jogokat jelzi, nem szolgál a cikkben szereplő információk forrásmegjelöléseként.